# Steve Winwood
Stephen Lawrence, Steve eller Stevie Winwood (født 12. maj 1948 i Handsworth, Birmingham) er en engelsk singer-songwriter og multi-instrumentalist som ud over en solokarriere har været med i Spencer Davis Group, Traffic, Go og Blind Faith.
Allerede som 14-årig begyndte han i Spencer Davis Group som sanger og organist på hammondorgel. Spencer Davis Group opnåede betydelig popularitet og i december 1965, da Steve Winwood var 17 år, blev "Keep On Running" nr. 1 i Storbritannien. Spencer Davis Group hittede også med "Somebody Help Me" og Winwoods egne kompositioner "I'm a Man" og "Gimme Some Lovin'". Winwood forlod Spencer Davis Group i 1967 og dannede Traffic, der fik et mere "syret" udtryk end det mere soul- og reggae-inspirerede Spencer Davis Group. Winwood spillede en række forskellige instrumenter og sang de fleste af Traffics numre.
I 1969 dannede han Blind Faith med Eric Clapton, Ginger Baker og Ric Grech. Blind Faith nåede kun at indspille et enkelt album inden gruppen blev opløst, men albummet, Blind Faith blev en kæmpe succes. Efter Blind Faiths opløsning fortsatte Windwood med Ginger Baker i Ginger Baker's Air Force. Herefter koncentrerede Winwood sig primært om en solokarriere, men har gennem årene spillet med en lang række musikere, herunder Jimi Hendrix, Lou Reed, George Harrison, David Gilmour og Paul Weller. Winwood spillede med Traffic i forbindelse med gendannelsen af i 1990'erne.
Som solist har Winwood på de fleste af sine plader spillet samtlige instrumenter. Som solist er han formentlig bedst kendt for hittet "Higher Love" fra 1986.

## Soloalbum
- Steve Winwood, 1977
- Arc of a Diver, 1980
- Talking Back to the Night, 1982
- Back in the High Life, 1986
- Roll with It, 1988
- Refugees of the Heart, 1990
- Junction Seven, 1997
- About Time, 2003
- Nine Lives, 2008